# Канонерка (Абайская область)
Канонерка (каз. Қанөнер) — село в Бескарагайском районе Абайской области Казахстана. Административный центр Канонерского сельского округа. Находится примерно в 23 км к юго-востоку от районного центра, села Бескарагай. Код КАТО — 633643100. В селе действует средняя школа, врачебная амбулатория, Православный Храм Успения Божией Матери.
Высота над уровнем моря 210 м.

## История
История возникновения уходит корнями в XIX век и до сих пор не изучена. Одни говорят, что когда-то при царе Александре взбунтовался экипаж небольшого орудийного судна-канонерки, и весь экипаж отправили в ссылку в Семипалатинскую область, ссыльные выбрали место возле леса и озера, построили добротные дома и назвали село в честь своего судна, другие рассказывают о переселенцах, приехавших после отмены крепостного права в 1826 г., прибывших в станицу Белокаменскую, в поисках лучшей жизни, четырех мужиков поселили вне приречной полосы, в 12 верстах от нее - у двух озер, названных казаками канонерскими.  Прибывавших позже селили там же. Всех новых поселенцев зачисляли в казачье сословие. Так возникла новая станица - Канонерская. 
В 1857 г. возникли крестьянские поселения Большая и Малая Владимировка. Их тоже приписали к станице Канонерской, возведя крестьян в казачье сословие.
Казачья колония распространялась на все большую площадь. Но после отмены крепостного права в России в 1861 г. она превратилась в крестьянскую. Раскрепощенные безземельные крестьяне, наслышанные о свободных землях Прииртышья, стихийным потоком устремились сюда. Так много казаков губернской власти уже не требовалось.
В 1873 г. приказом омского генерал-губернатора все жители неприбрежных сёл, возведенные ранее в казачье сословие, были возвращены в крестьянское, лишены казачьих привилегий. В казачьем сословии остались лишь потомственные казаки.
Первые крестьянские поселения по Иртышу имеют происхождение от излишков населения предназначенных в обращение в казаки. «В Семипалатинской области в 1876г. появились вдруг пять крестьянских селений, составивших существующую и доныне Александровскую волость. Но первые жители этих селений однако не были крестьянами, а обращены в это сословие из казаков бывшей Канонирской станицы с четырьмя ее посёлками.»
В потребность в большой военной силе в степном крае начинает исчезать в 1871г. была отменена поголовная служба казаков СЛКВ и введена жеребьевка. Невынувших жребий разрешено совсем освобождать от службы с обязанностью вносить в войсковой капитал по 10 руб. ежегодно в течение 22 лет. Количество служащих казаков определено в 8200чел., сведенных в 9 полков.
По данным на 1872 г. в селе проживало 983 человека. Канонерка в то время являлась крупнейшим сельским поселением в районе Семипалатинска.
По данным метрической книги Воскресенской церкви видно, что в 1873г Канонерка и Большая Владимировка уже превращены в деревни, а их жители в крестьян.

## Дополнительно
Село Канонерка включено в Перечень населённых пунктов бывшей Казахской ССР, подвергшихся радиационному воздействию вследствие ядерных испытаний 29 августа 1949 г. на Семипалатинском полигоне.

## Население
В 1999 году население села составляло 1651 человек (789 мужчин и 862 женщины). По данным переписи 2009 года, в селе проживал 1461 человек (714 мужчин и 747 женщин).